# Tanith (DJ)

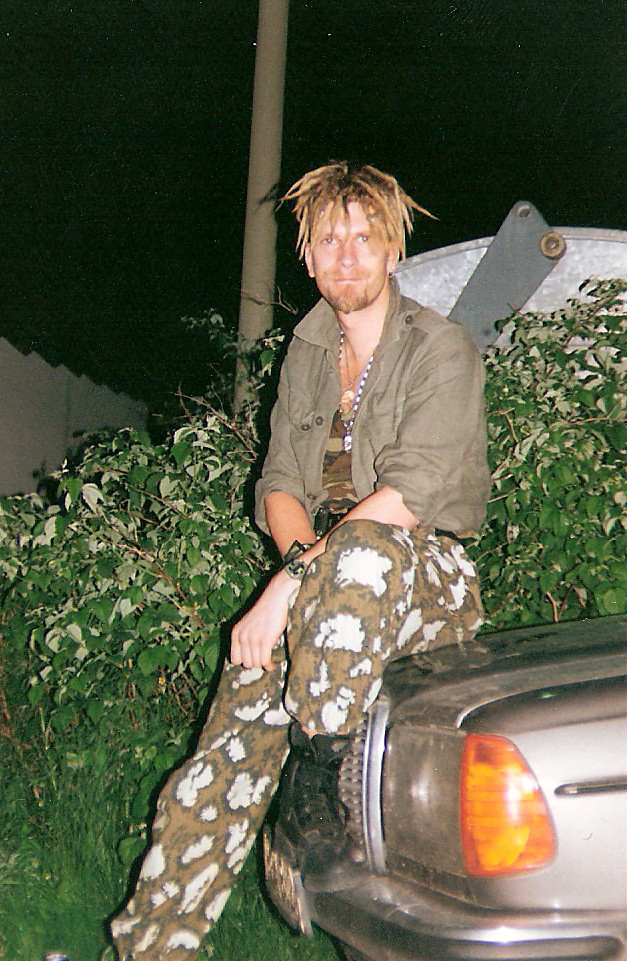
Tanith nach einem Auftritt im Inside-Club Marktleugast (1994)

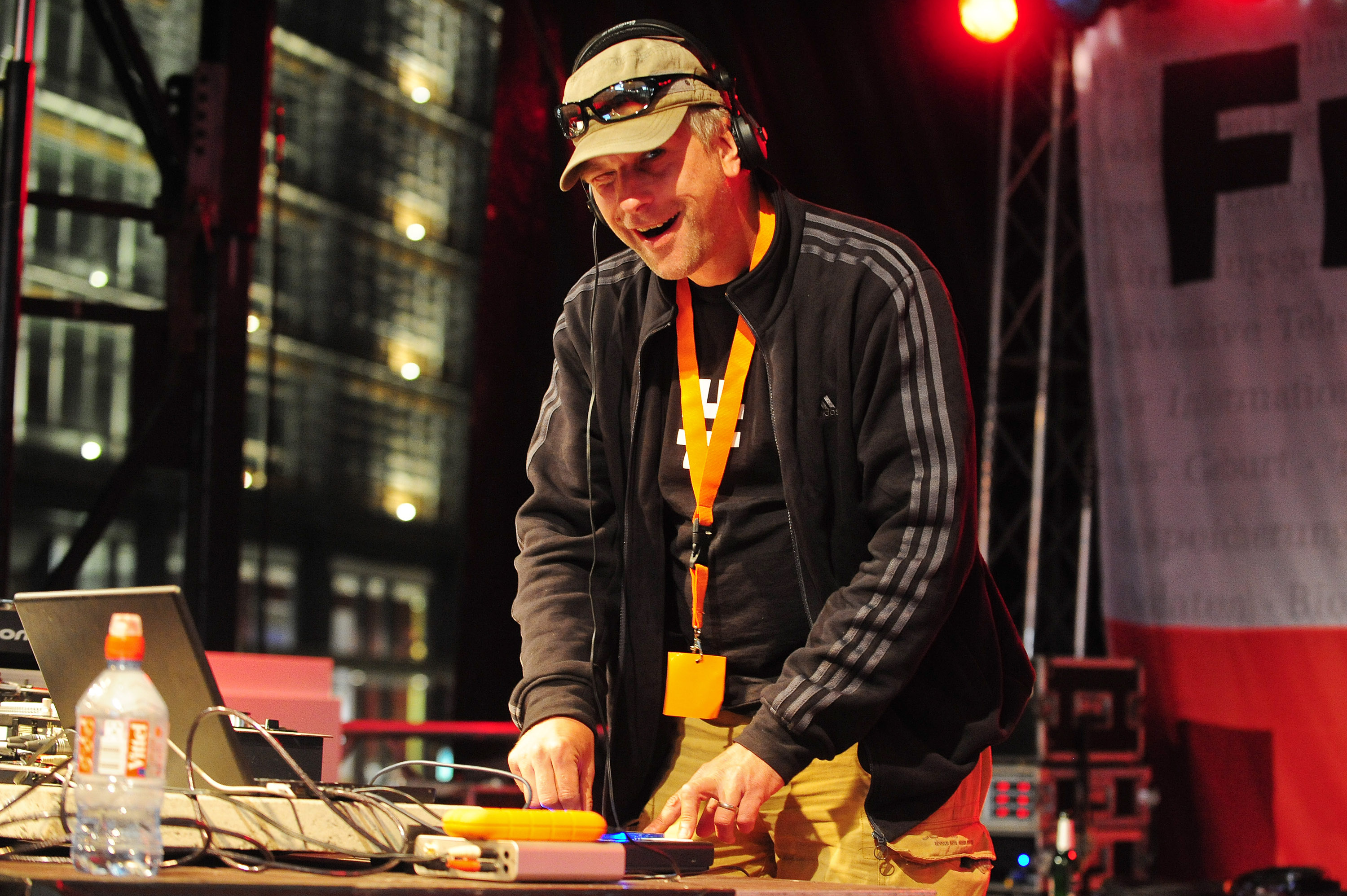
Tanith auf der Demonstration „Freiheit statt Angst“ (2009)

Tanith (bürgerlich Thomas Andrezak; * 4. August 1962 in Bad Kreuznach) ist ein deutscher DJ und Produzent im Bereich der elektronischen Tanzmusik.

## Leben
Thomas Andrezak kam 1962 als Sohn eines Lehrer-Ehepaars in Bad Kreuznach zur Welt. Er wuchs mit seinem jüngeren Bruder im rheinland-pfälzischen Wörrstadt auf. Als Teenager wandte er sich der Punk-Szene in Mainz und Wiesbaden zu. Später kam er mit Genres wie Industrial, EBM und New Beat in Berührung, deren Stücke er wiederholt in seine DJ-Sets einbaute. 1987 zog er von Wiesbaden, wo er noch unter dem Namen Amok firmierte, nach Berlin und war dort frühzeitig in der Acid-House-Szene aktiv. Er war bereits Resident-DJ im ersten Acid-House-Club Berlins, dem Ufo. Im Ufo 2 organisierte er ab Januar 1990 seinen eigenen Clubabend, das Cyberspace. Durch diesen Mittwochsclub und als Resident-DJ der Tekknozid-Partys war Tanith der erste Tekkno-DJ und gilt als einer der Begründer der neuen Technokultur in Deutschland.
Ab 1990 schrieb er unter dem Namenskürzel TT (Tanith Thanatos) für das Szenemagazin Frontpage und gründete zusammen mit dessen Herausgeber Jürgen Laarmann das Label Bash Records. Im Exit in der Großgaststätte Ahornblatt veranstaltete er regelmäßige Afterhour-Veranstaltungen, nachdem der Afterhour-Club Walfisch in der Köpenicker Straße in Berlin seine Pforten geschlossen hatte. Tanith war dort zuvor Resident-DJ. Mit der Eröffnung des Tresor im März 1991 wurde er dort Resident.
Zwischen 1990 und 1996 galt er als einer der populärsten deutschen Techno-DJs. Er war Headliner auf fast allen großen Raves (Mayday oder Nature One, Tribal Gathering usw.). 1992 widmete er sich verstärkt sehr früh dem Breakbeat.
Sein Camouflage-Look galt in den 1990er Jahren als Markenzeichen. Aufsehen erregte sein Auftritt auf der Loveparade 1994, bei der er mit einem ausgemusterten russischen Panzer auf seinem Lovemobile auffuhr.
Im folgenden Jahr distanzierte er sich von den Mayday-Raves und Low Spirit, da er mit der Art der Präsentation als Mayday-Artist unzufrieden war. Er begann sein letztes Set mit dem Prolog aus „Haus der Lüge“ von den Einstürzenden Neubauten.
1997 gründete Tanith das Breakbeatlabel Timing Recordings und veröffentlichte dort die Alben T.A.N.I.T.H. und Still.
Im September 2009 spielte Tanith auf der Großdemonstration Freiheit statt Angst auf dem Wagen der Piratenpartei Deutschland sowie anschließend auf der Abschlusskundgebung.
Seit dem Jahr 2013 lebt er mit seiner Familie in Berlin-Karow.

## Diskografie (Auswahl)
Album
- 1999: Still (Timing Recordings)

Singles & EPs
- 1991: What Is Noise (Bash)
- 1992: T2 EP (Bash)
- 1997: Bronco (Timing Recordings)
- 1999: T.A.N.I.T.H (Timing Recordings)
- 1999: Wotatune (Motor Music)
- 2001: 1T (Bash Again!)
- 2002: Angstpop (Bash Again!)